# Mattia Predomo
Mattia Predomo (né le 13 août 2004 à Bronzolo) est un coureur cycliste italien, spécialiste des épreuves de vitesse sur piste.

## Biographie
Mattia Predomo commence à s'entraîner sur les vélodromes avec son compatriote Matteo Bianchi (né en 2001). Les deux coureurs sont entrainés par l'ancien coureur Ivan Quaranta, chargé de relancer les disciplines du sprint sur piste en Italie.
En septembre 2021, Predomo participe aux mondiaux sur piste juniors (17/18 ans), où il est médaillé de bronze de la vitesse et sixième du keirin. L'année suivante, pour sa deuxième année chez les juniors, il domine sa catégorie. Lors des championnats d'Europe, il est titré en keirin et vitesse, ainsi que médaillé de bronze en vitesse par équipes. En août, lors des mondiaux, il décroche trois médailles, dont deux titres sur le keirin et la vitesse, ainsi que l'argent sur le kilomètre. Le titre mondial sur la vitesse des juniors manquait à l'Italie depuis 1992 et le succès d'Ivan Quaranta à Athènes.
En février 2023, il participe à 18 ans à ses premiers championnats d'Europe élites, où il atteint notamment la finale du keirin, terminant quatrième.

## Palmarès

### Championnats du monde juniors
| Édition / Épreuve | Kilomètre | Keirin | Vitesse individuelle | Vitesse par équipes |
| Le Caire 2021     |           | 6e     | Bronze               |                     |
| Tel Aviv 2022     | Argent    | Or     | Or                   | 7e                  |

### Championnats d'Europe
| Édition / Épreuve      | Keirin | Vitesse individuelle | Vitesse par équipes |
| Anadia 2022 (juniors)  | Or     | Or                   | Bronze              |
| Granges 2023           | 4e     | 16e                  | 6e                  |
| Anadia 2023 (espoirs)  | 6e     | Or                   | Or                  |
| Cottbus 2024 (espoirs) | Or     | 7e                   | Or                  |
| Anadia 2025 (espoirs)  |        |                      | Or                  |

### Championnats d'Italie
- 2022
  -  Champion d'Italie du kilomètre juniors
  -  Champion d'Italie du keirin juniors